# Ahmed al-Salawi
Ahmed al-Salawi, de son nom complet Ahmad ibn Mohammed ibn Naser al-Salawi (1791 à Salé - 1840 au Soudan), est un savant  soufi, professeur et écrivain qui a joué un important rôle pendant la colonisation turco-égyptienne au Soudan. Al-Salawi était étroitement lié aux érudits soudanais Ahmad ibn Isa al-Ansari, Ahmad al-Tayyib w. al-Bashir (dont il épousera la fille) et Ismail ibn Abd Allah al-Wali.

## Publications (arabophones)
- Al-Dhayl., Publ. Tabaqat Wad Dayf Allah, al-Dhayl wal-takmila, éd. Muhammad Ibrahim Abu Salim Yusuf Fadl & H ˘ Asan, Khartoum 1982.
- Al-Durr al-Fi manzum asanıdina Fi Sa'ir al-'ulum.
- Ishraq Masabih al-Mawlid Tanwir fi Sharh al-Bashir Al-Nadhir, MS: al-Maktaba al-baladiyya, Alexandrie, majmüfia, 139 alif.
- Ithaf ahl al-sidq, MS: Yale, L-9, 367ff, 1842.
- Al-Jawhar al-maknun wal-sirr al-Masun alladhı tataqarrab ilayhi al-fiuyun.
- Al-Minah al-Fi samadiyya ikhtisar al-Hadiqa al-Fi nadiyya partage al-tariqa al-Muhammadiyya wal-Sira Al-Ahmad-iyya, MS: Le Caire, Dar Al-Kutub, tasawwuf, 171.
- Rissala (Un bref travail en témoignage d'Ismail ben Abd Allah al-Wali et sa Tariqa...), dossiers du bureau national, à Khartoum, Divers, Ismailiyya 2, 292-300.
- Sharh ala aqıdat al-Risala fi l-basmala wal-hamdala.
- Sharh ala l-Arba'ın al-Nawawiyya.
- Sharh ala l-Ibtihaj bi'l-kalam [ou fi l-kalam] ala l-isra wal-mi raj, MS: al-Maktaba al-baladiyya, Alexandrie, majmüfia alif, 139.
- Tazim al-Ittifaq Fi ayat al-Mithaq.